# آیروکلند کلاس پروسن
آیروکلند کلاس پروسن (به انگلیسی: Preussen-class ironclad) یک کلاس از کشتی است که طول آن ۹۶٫۵۹ متر (۳۱۶ فوت ۱۱ اینچ) می‌باشد.